# 231P/LINEAR-NEAT
231P/LINEAR-NEAT – kometa krótkookresowa, należąca do rodziny Jowisza. 

## Odkrycie
Kometa została odkryta 29 kwietnia 2003. Odkryto ją w ramach dwóch programów poszukiwania małych ciał Układu Słonecznego LINEAR i NEAT.

## Orbita komety i właściwości fizyczne
Orbita komety 231P/LINEAR-NEAT ma kształt elipsy o mimośrodzie 0,25. Jej peryhelium znajduje się w odległości 3,03 j.a., aphelium zaś 5,02 j.a. od Słońca. Jej okres obiegu wokół Słońca wynosi 8,08 roku, nachylenie do ekliptyki to wartość 12,33˚.
Jądro tej komety ma rozmiary maks. kilku km.